# Skrzyżowanie naw

Skrzyżowanie naw na planie typowego średniowiecznego kościoła

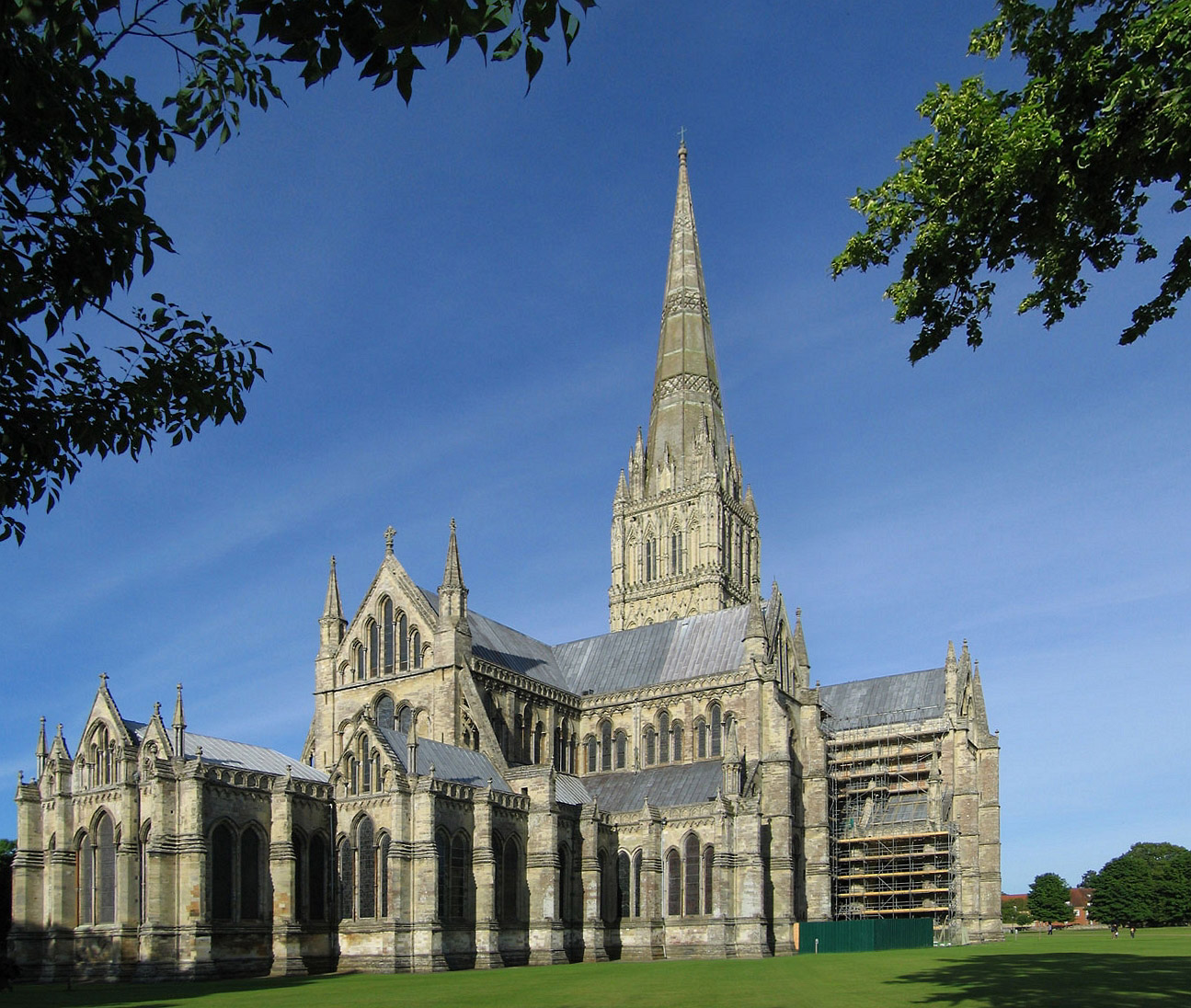
Wieża – sposób akcentowania skrzyżowania naw zewnątrz. Katedra w Salisbury

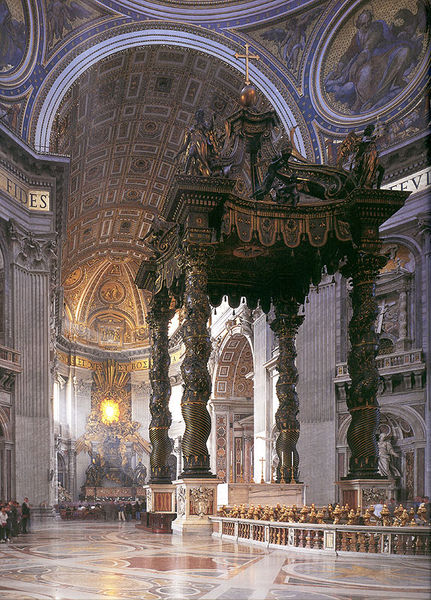
Sposób akcentowania skrzyżowania naw wewnątrz – grób Świętego Piotra w bazylice watykańskiej

Skrzyżowanie naw – obszar na przecięciu nawy głównej i prezbiterium z transeptem (nawą poprzeczną); występuje w świątyniach wzniesionych na planie krzyża.
W architekturze sakralnej krajów łacińskich doby średniowiecza, gdzie obowiązywało orientowanie kościołów, skrzyżowanie naw stanowiło punkt wyjścia w kierunku zachodnim (nawa główna), wschodnim (prezbiterium) oraz północnym i południowym (transept). Skrzyżowanie naw jest dominantą w układzie przestrzennym kościołów, największe przęsło wewnątrz budynku. Znaczenie tego miejsca podkreśla w wielu przypadkach umiejscowienie pośrodku tej części centrum kultu religijnego, skupiającego wiernych wokół świętych, stąd też na skrzyżowaniu naw umieszczano relikwie, a nawet szczątki świętego.
Najczęściej skrzyżowanie naw ma plan czworoboku, głównie kwadratu. W dobie romanizmu i gotyku punkt ten był modułem wyznaczającym ogólny porządek przestrzenny planu kościoła. Często stanowi klucz do określenia proporcjonalnego układu. W ten sposób wymiary przęseł nawy głównej, prezbiterium i transeptu są połową, natomiast wymiary naw bocznych jedną czwartą długości i szerokości skrzyżowania naw.
Akcentowanie tego miejsca nie ograniczało się wyłącznie wewnątrz. Na podstawie czterech masywnych filarów narożnych wznosi się wieża, wieżyczka na sygnaturkę, lub preferowana w architekturze nowożytnej kopuła.
W kulturze anglo-saskiej w dobie romanizmu i gotyku wznoszono w tym miejscu wysokie kwadratowe wieże zwane lantern tower, które wewnątrz są sklepienie wyżej w stosunku do wysokości sklepień reszty wnętrza, ponadto wnętrze jest oświetlane z dużych okien umieszczonych u nasady sklepienia. Niekiedy wieże osiągają wysokość przekraczającą 100 metrów (np. wieże katedr w Salisbury i Norwich). We Francji i krajach Starej Rzeszy w okresie romańskim wznoszono wieże, głównie na planie ośmioboku, wznoszące się bezpośrednio ponad skrzyżowań naw. Na terenie Owernii powszechny był tzw. massif barlong – kubiczna nadbudówka na planie prostokąta o dłuższych bokach na osi północ-południe, powyżej której pośrodku wznoszono oktogonalną wieżę. W Akwitanii w tym miejscu wznoszono kopuły. W architekturze gotyckiej najczęstszym rozwiązaniem zwieńczenia skrzyżowania naw była wieżyczka na sygnaturkę. W krajach Rzeszy w czasach Ottonów, salickich i Hohenstaufów największe świątynie mają układ dwuchórowy, niektóre z nich posiadają dwa transepty, stąd też oba skrzyżowania naw są zwieńczone oktogonalnymi kopułami. Na ziemiach polskich, zarówno w dobie romanizmu, jak i gotyku, akcentowanie skrzyżowania naw w ograniczało się do wzniesienia wieżyczki na sygnaturkę.

## Galeria

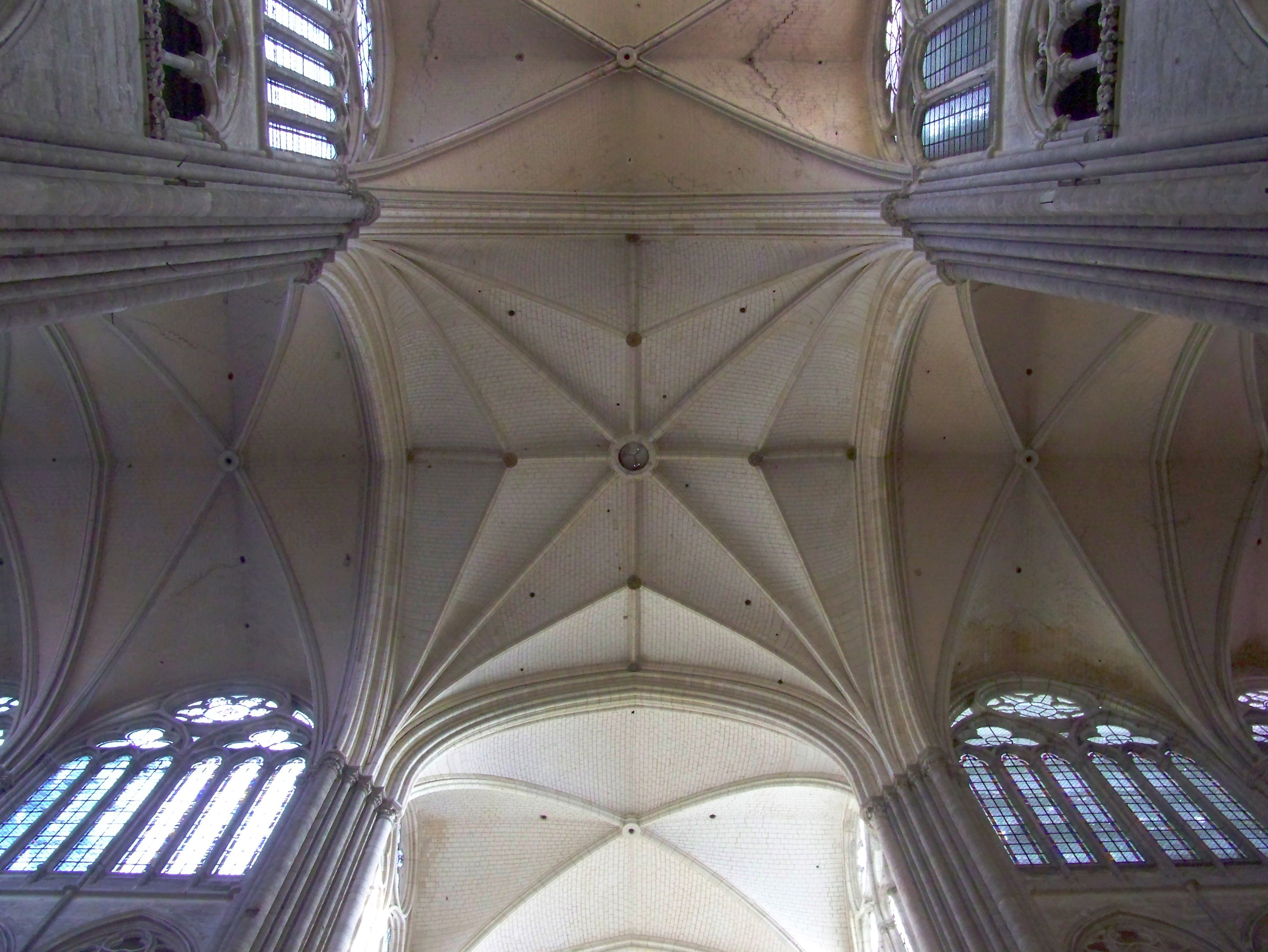
Skrzyżowanie naw katedry w Amiens
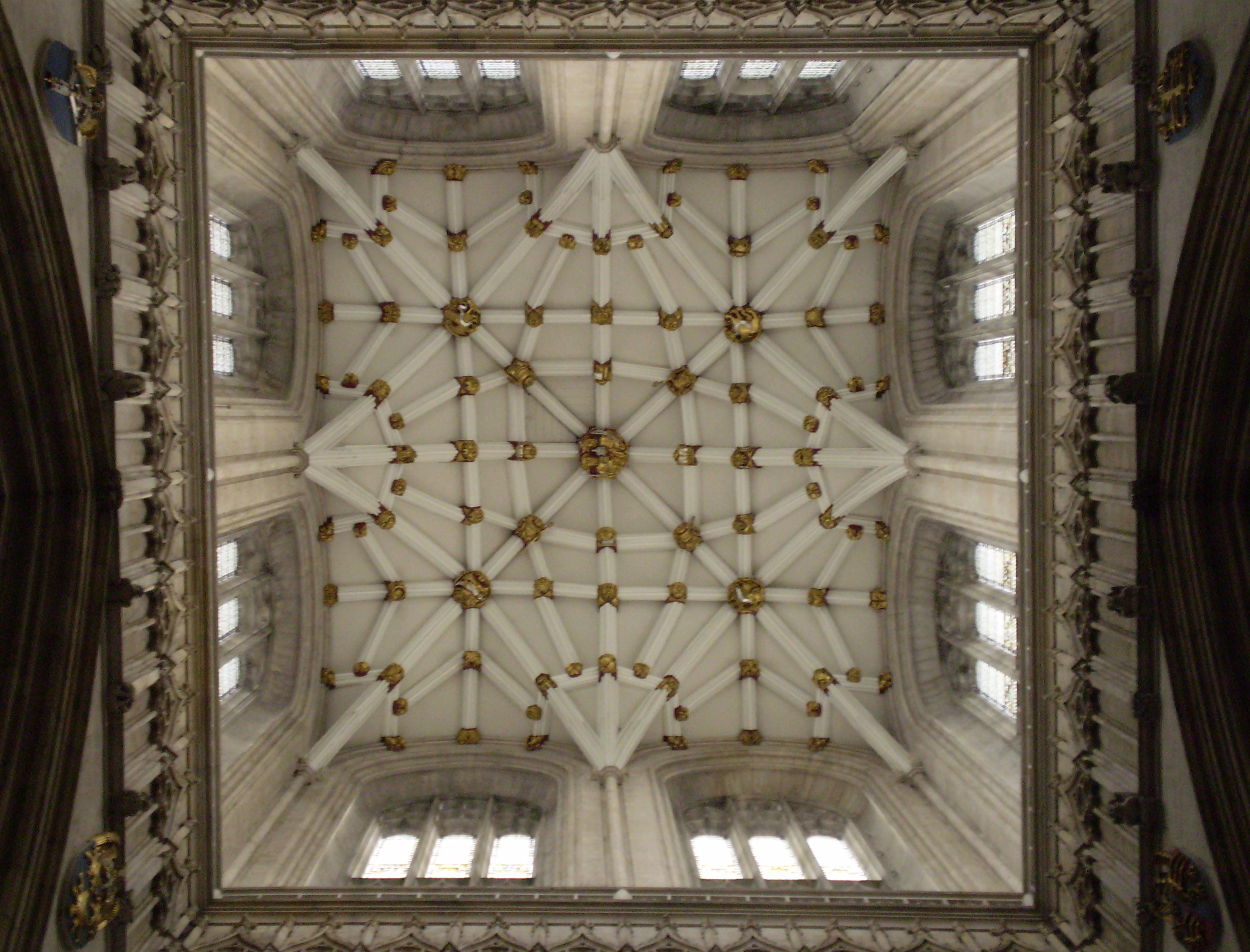
Wnętrze lantern tower katedry w York
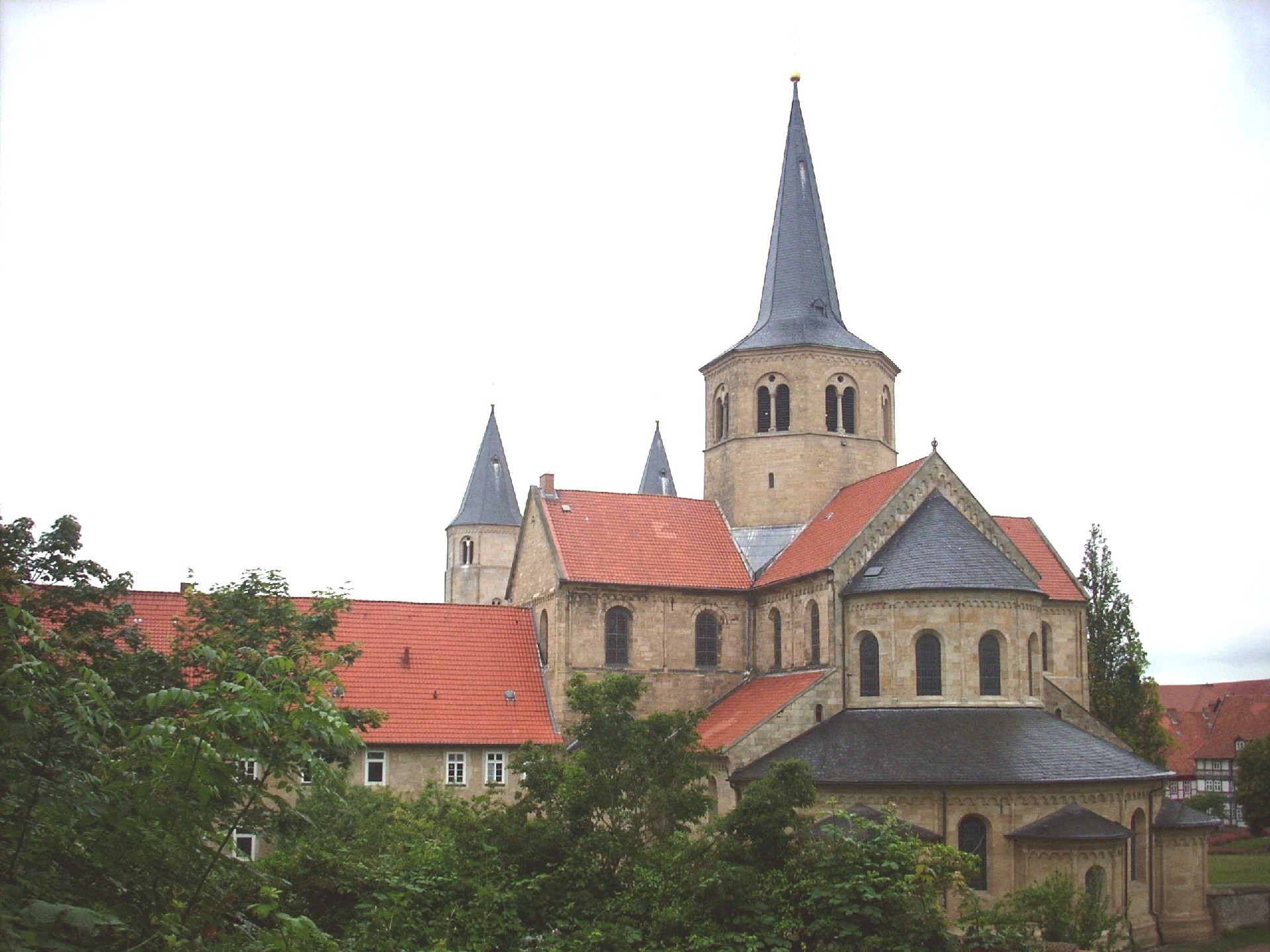
Kościół Św. Godeharda w Hildesheimie
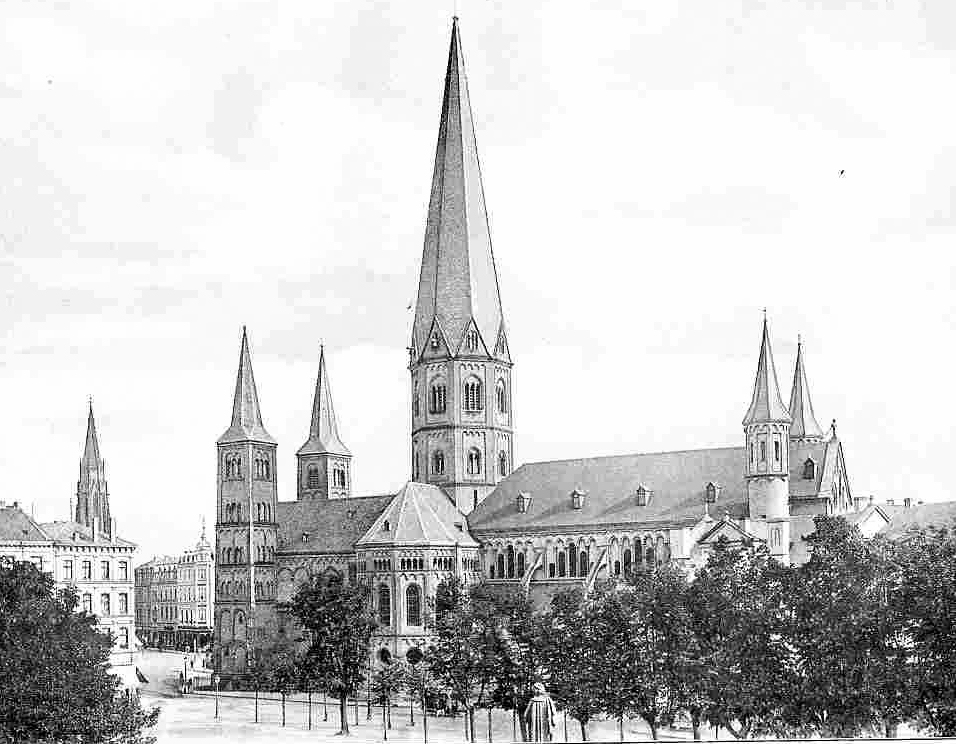
Przykład hieratycznego porządku wznoszenia wież – katedra w Bonn
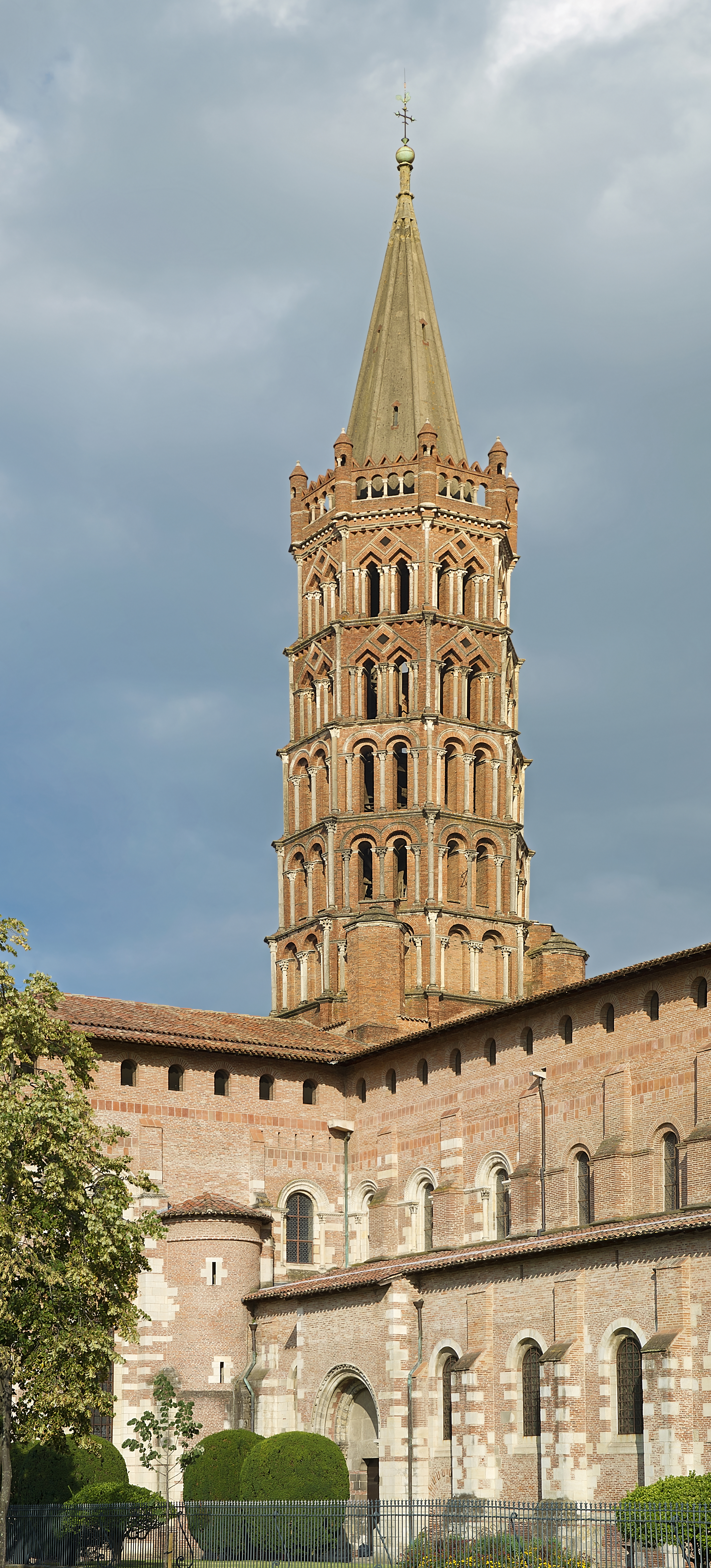
Bazylika św. Saturnina (Sernina) w Tuluzie
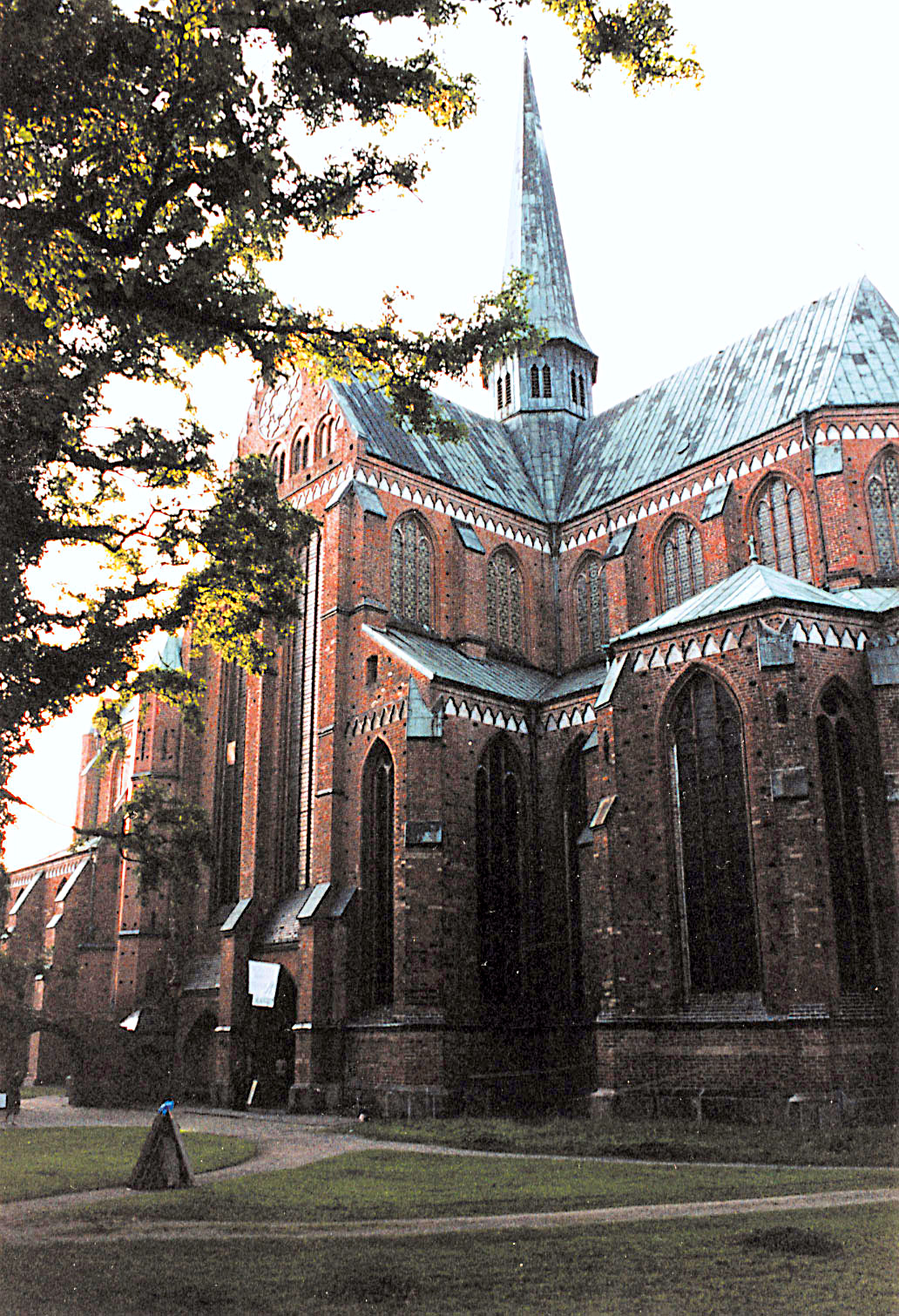
Kościół Cystersów w Bad Doberan z sygnaturką na skrzyżowaniu naw
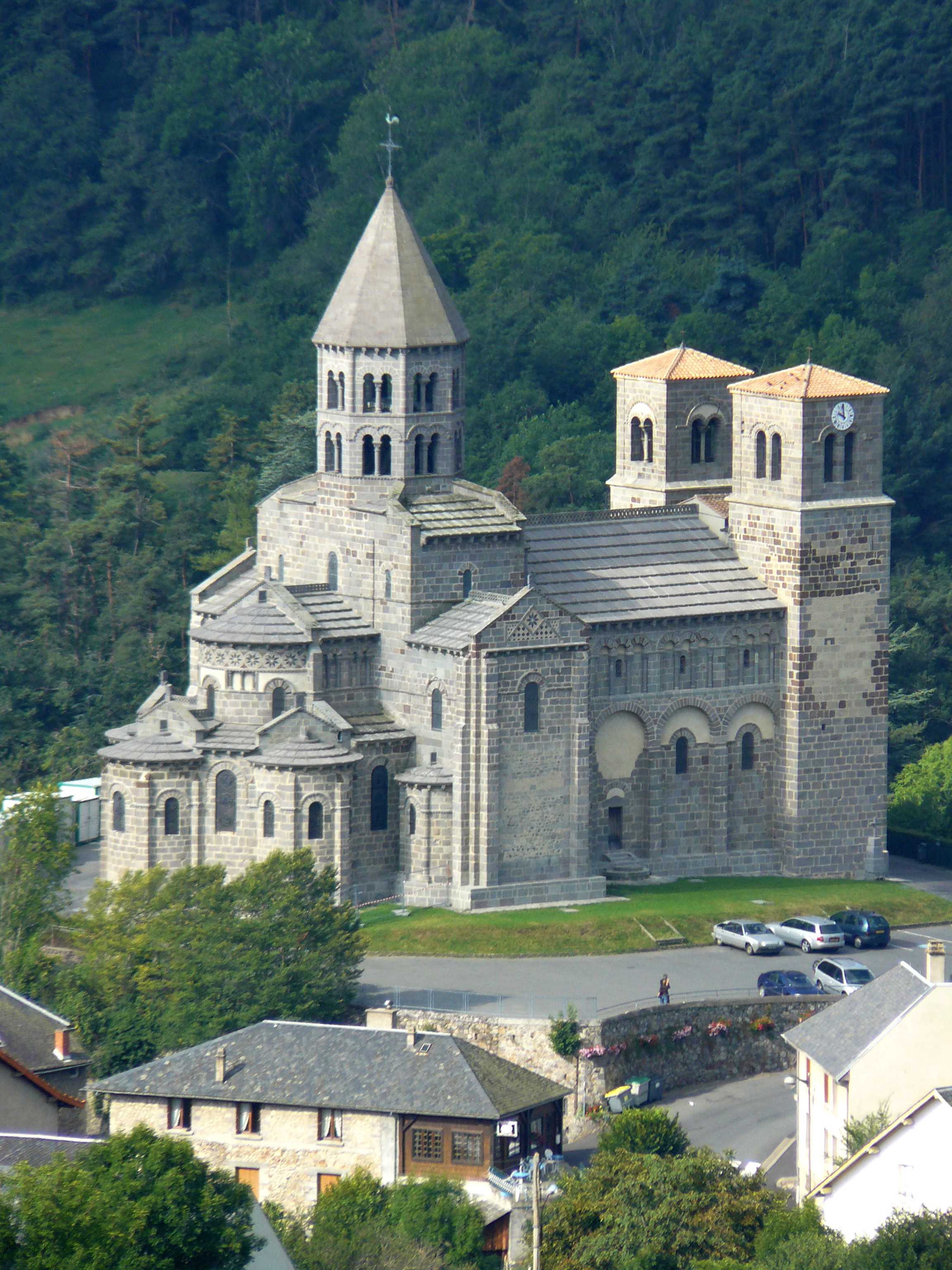
Massif barlong na przykładzie kościoła Saint-Nectaire w Owernii
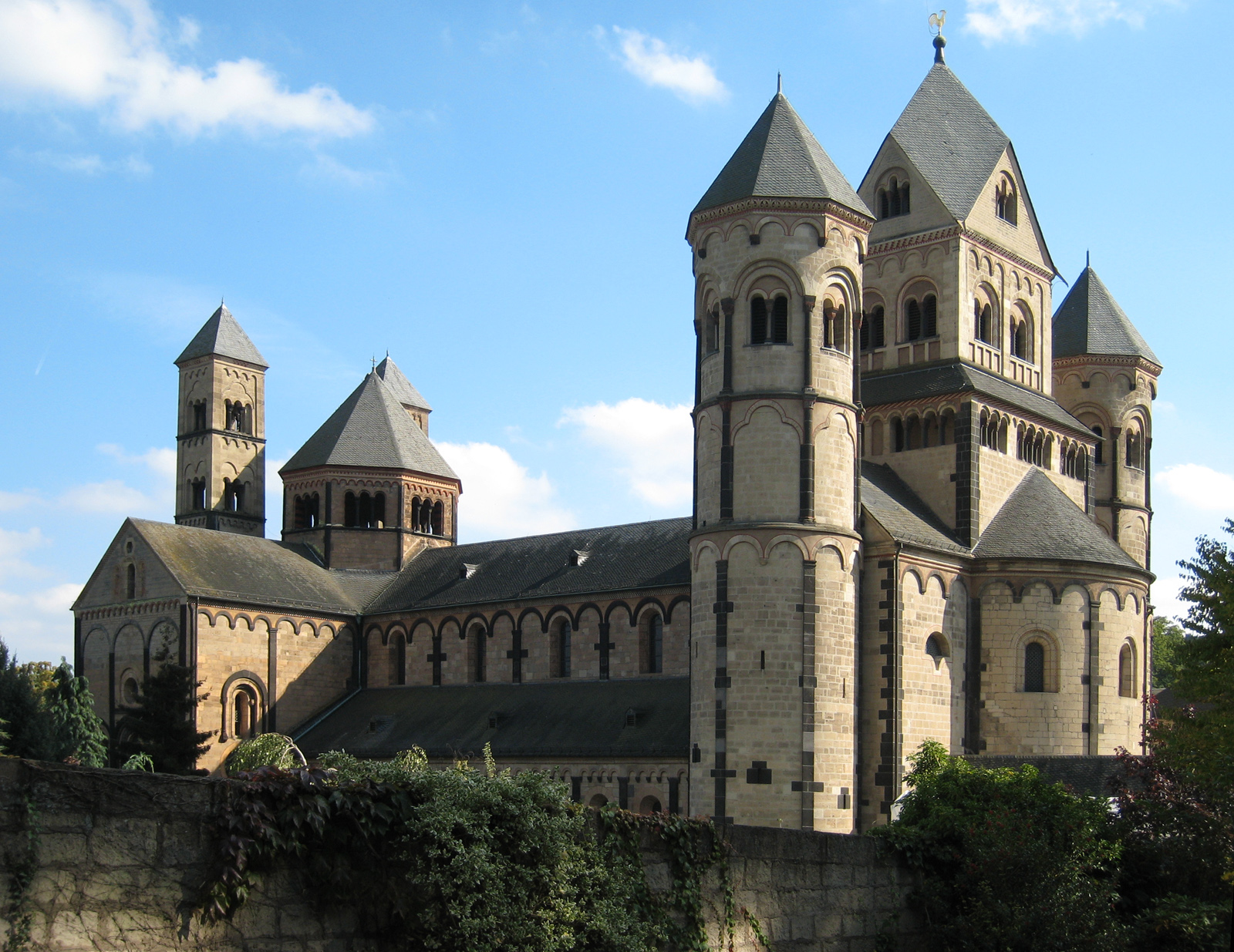
Opactwo Maria Laach